# 静岡県道394号沼津小山線
静岡県道394号沼津小山線（しずおかけんどう394ごう ぬまづおやません）は、静岡県沼津市 - 駿東郡小山町間を結ぶ一般県道である。

## 概要
- 起点：沼津市大岡（上石田南交差点）
- 終点：駿東郡小山町生土（生土交差点）
- 総延長：33.2km（単独区間28.3km、重複区間合計4.9km）

他の国道・県道との重複区間を持ち、単独区間は3区間に分断されている。以下単独区間を、起点から近い順に、便宜上「長泉町・裾野市区間」「御殿場市区間」「小山町区間」と名付け解説する。

## 長泉町・裾野市区間
- 起点：駿東郡長泉町下土狩（長泉町役場北交差点）
- 終点：裾野市深良（深良上原交差点）
- 延長：7.8km

国道414号（上石田南交差点）- 長泉町役場北交差点の2.6kmの区間は、静岡県道87号大岡元長窪線と重複している。また、深良上原交差点 - 深良新田交差点の0.5kmの区間は、国道246号裾野バイパスと重複している。

### 接続する道路
- 静岡県道87号大岡元長窪線
- 静岡県道21号三島裾野線
- 静岡県道345号裾野停車場線
- 静岡県道24号富士裾野線
- 国道246号（深良上原交差点）

## 御殿場市区間
- 起点：裾野市御宿（岩波交差点）
- 終点：御殿場市萩原（市役所北交差点）
- 延長：10.5km

国道246号（深良新田交差点）- 岩波交差点の0.7kmの区間は、静岡県道337号仙石原新田線と重複しており、この区間には両県道の看板が立っている。

### 接続する道路
- 静岡県道337号仙石原新田線
- 静岡県道155号滝ケ原富士岡線
- 静岡県道156号富士岡停車場線
- 静岡県道153号御殿場停車場線
- 静岡県道401号御殿場箱根線
- 国道138号（市役所北交差点）

## 小山町区間
- 起点：御殿場市御殿場（杉原交差点）
- 終点：駿東郡小山町生土（生土交差点）
- 延長：10.0km

国道138号(市役所北交差点) - 杉原交差点の1.1kmの区間は、静岡県道78号御殿場大井線と重複している。

### 接続する道路
- 静岡県道78号御殿場大井線
- 静岡県道150号足柄停車場富士公園線
- 静岡県道151号須走小山線
- 静岡県道149号竹之下小山線
- 静岡県道147号山中湖小山線
- 静岡県道146号駿河小山停車場線
- 国道246号（生土交差点）

## 沿線の交通機関
- JR御殿場線 - ほぼ全線にわたり並行しており、長泉なめり駅、岩波駅、南御殿場駅は、当路線と直接接続している。また、御殿場市内で交差している。
- 東駿河湾環状道路 - 長泉町内で交差している。
- 東名高速道路 - 御殿場市内で交差している。

## 補足
- 当県道は1988年11月22日の裾野バイパス暫定供用開始[2]までは、裾野市（深良上原交差点）から静岡県道87号大岡元長窪線の沼津市（上石田南交差点）の区間にかけて、国道246号であった[要出典]。
- 国道246号が数字をとって「ニーヨンロク」と呼ばれることから、「旧246（きゅうニーヨンロク）」とも呼ばれる。単に「旧道」と呼ばれることもある（現在の国道246号との接近点は、裾野市深良付近や駿東郡小山町一色など）。
- 2010年（平成22年）9月の台風9号により小山町内の国道246号が寸断されたため、「小山町区間」が迂回路として混雑した。

## 参照・出典
1. ↑  箱根最終決戦（概要版／246編前編） : フィールドは果てしなく(Ⅰ期)
2. ↑  “国道246号 事業の経緯”.  国土交通省沼津河川国道事務所. 2022年7月21日閲覧。